# Iain Baxter
Iain Baxter (né le 16 novembre 1936  à Middlesbrough, dans le comté cérémonial du Yorkshire du Nord, en Angleterre) est un artiste conceptuel et professeur canadien d'origine britannique possédant la double nationalité.

## Biographie
Iain Baxter est avec son épouse Ingrid Baxter (en) co-président du projet conceptuel N.E Thing Co  (1966-1978).
Il a changé de nom en 2005 pour Iain Baxter& (prononcé Baxterand).
Il a longtemps enseigné à l'université de Windsor, où il a aidé des générations d'étudiants à découvrir et à exprimer leur vision unique de la nature de l'art.
Il vit, ou a vécu quelque temps, à Détroit (Michigan).

## Récompenses et distinctions
- 1978 - Prix Lynch-Staunton
- 2002 - Membre de l'Ordre du Canada
- 2003 - Prix du Gouverneur général en arts visuels et en arts médiatiques
- 2005 - Prix Molson

## Collections et expositions
- 2014, octobre, Toulouse (France) : La Novela, fête de la connaissance, (Programme anthropocène pages 10-12)(Bruno Latour).